# Метрополіс (роман)
Метрополіс (нім. Metropolis) — роман німецької письменниці Теї фон Гарбоу, написаний у 1925 році. Цей роман послужив основою для сценарію однойменного фільму німецького режисера Фріца Ланга.

## Презентація
Метрополіс — це роман-очікування, який вийшов у Німеччині 1925 року у видавництві August Scherl.
Оповідання поділене на 25 глав. Як пояснення суті дається проста фраза: «посередником між мозком і руками має бути серце.» Стиль роману суттєво відрізняється від стилю німецького експресіонізму. Тея фон Гарбоу передує своє оповідання преамбулою, мета якої знешкодити всі спроби трактувати роман як марксистський, як нову ілюстрацію футуристичної класової боротьби:

«Цей роман не є копією з сьогодення.

Цей роман-це не картина майбутнього.

Цей роман не відбувається ніде.

Цей роман не служить ніякій тенденції, жодному класу, жодній партії.

Цей роман-це драма, яка обертається навколо одного і того ж досвіду :

Посередником між мозком і руками має бути серце.»

## Сюжет
Футуристична фантастична притча, яка розгортається у 2026 році у технократичному суспільстві, в місті, що поділене на дві частини — наземну, де живуть заможні промисловці правління і підземну, де живуть та працюють, як придатки машин, робітники. Експлуатація робочої сили сягає критичного розміру. Соціальний поділ та класові протиріччя між пролетаріатом та господарями загрожують перерости в самогубне повстання.
 Фредер, син головного міського керівника, закохується в таємничу дівчину Марію, яка передбачає робочим неодмінний скорий прихід Посередника — людини, яка здатна зняти класові протиріччя, і зуміє привести обидві касти до порозуміння. Батько Фредера хоче спровокувати робітників на бунт. Для цього він змушує вченого Ротванга підмінити Марію механічною копією.

## Головні герої роману
- Фредер Фредерсен (Freder Fredersen), головний герой, син головного архітектора «Метрополіса»;
- Футура (Futura), штучна жінка, що створена з скла і металу, винахідником Ротвангом;
- Георгій (Georgi) або 11811, робочий, з яким Фредер обмінявся місцями: віддав своє місце за місце в машинному залі;
- Грот (Grot), робочий і охоронець великої машини в центрі «Метрополісу»;
- Джо Фредерсен (Joh Fredersen), архітектор і творець «Метрополіс», батько Фредера;
- Ян (Jan), компаньон Фредера, що шалено закохується у Футуру;
- Йосафат (Josaphat), колишній перший секретар Джо Фредерсена, приятель Фредера ;
- Марія (Maria), молода жінка з робочого класу, яка оголошує про прибуття Посередника, і в яку закохується Фредер;
- Мати Джо Фредерсена, стара паралізована жінка, яка відвернулася від свого сина;
- Ротванг (Rotwang), винахідник, який приєднався до Джо Фредерсена;
- September, власник Yoshiwara, де палять maohee — психотропні наркотики.

## Публікації
Вперше роман публікувався частинами в журналі Illustriertes Blatt в 1925 році, при цьому він ілюструвався скріншотами з майбутньої екранізації. У вигляді книги роман опублікував Август Шерл (August Scherl) 1926 року. Переклад англійською вийшов 1927 року.
Український переклад вийде в серпні/вересні 2025 року.

## Рецензії
Майкл Джозеф (Michael Joseph) в журналі The Bookman (New York) писав про роман: «це чудовий твір, в якому майстерно відтворена атмосфера, яку звично асоціюють з найамбітнішими німецькими фільмами. Роман багато в чому нагадує драматичні твори Карела Чапека, а також ранні фантастичні романи Герберта Уеллса, в такому трактуванні це цікавий приклад експресіонізму в літературі. … Метрополіс-один з найсильніших романів, які я читав, це той роман, який може захопити велику частку громадськості як в Америці, так і в Англії, якщо не виявиться занадто заплутаним для звичайного читача».

## Екранізації
Книга була написана з наміром бути адаптованою чоловіком Теї фон Гарбоу для фільму режисера Фріца Ланга. Фон Гарбоу співпрацював з Ленгом над сценарієм для фільму, таким чином з'явилась назва «Метрополіс», а також знімання почали до того, як вийшов роман. У фільмі опущені деякі частини книги, особливо посилання на окультизм, а також моральну мотивацію до певних дій головних героїв.